# لونی نست
لونی نست (انگلیسی: Loni Nest; ۴ اوت ۱۹۱۵ – ۲ اکتبر ۱۹۹۰) هنرپیشه اهل آلمان بود.
از فیلم‌ها یا برنامه‌های تلویزیونی که وی در آن نقش داشته‌است می‌توان به نوسفراتو، قلعه اشباح، و خیابان اندوه اشاره کرد.